# Rebekka Klemp
Rebekka Klemp (ur. 16 grudnia 1989 w Gifhorn) – niemiecka wioślarka.

## Osiągnięcia
- Mistrzostwa Świata Juniorów – Pekin 2007 – czwórka podwójna – 1. miejsce[1].
- Mistrzostwa Europy – Ateny 2008 – czwórka podwójna  – 4. miejsce[1].
- Mistrzostwa Świata U-23 – Račice 2009 – dwójka podwójna – 7. miejsce[1].